# Phanoxyla albomarginatus
Phanoxyla albomarginatus är en fjärilsart som beskrevs av Rothschild 1894. Phanoxyla albomarginatus ingår i släktet Phanoxyla och familjen svärmare. Inga underarter finns listade i Catalogue of Life.